# Stéphane Bruey
Stéphane Bruey (Champigny-sur-Marne, 1 de dezembro de 1932 - 31 de agosto de 2005) foi um futebolista francês que atuava como atacante.

## Carreira
Stéphane Bruey fez parte do elenco da Seleção Francesa de Futebol, na Copa do Mundo de 1958. 

## Títulos
- Copa do Mundo de 1958: 3º Lugar